# Stelis chamaestelis
Stelis chamaestelis är en orkidéart som först beskrevs av Heinrich Gustav Reichenbach, och fick sitt nu gällande namn av Leslie Andrew Garay och Galfrid Clement Keyworth Dunsterville. Stelis chamaestelis ingår i släktet Stelis och familjen orkidéer. Inga underarter finns listade i Catalogue of Life.